# Stazione di Bottenicco Zona Industriale
Stazione di Bottenicco Zona Industriale vasútállomás Olaszországban, Moimacco településen.

## Vasútvonalak
Az állomást az alábbi vasútvonalak érintik:
- Udine-Cividale-vasútvonal

## Kapcsolódó állomások
A vasútállomáshoz az alábbi állomások vannak a legközelebb:
- Moimacco railway halt
- Stazione di Cividale